# Short track ai XXIV Giochi olimpici invernali - 2000 m staffetta mista
La gara dei 2000 metri staffetta mista di short track dei XXIV Giochi olimpici invernali di Pechino è stata disputata il 5 febbraio 2022 sulla pista del Capital Indoor Stadium a partire dalle ore 20:23 (UTC+8). Vi hanno partecipato 12 squadre nazionali.
La competizione è stata vinta dalla squadra cinese, mentre l'argento e il bronzo sono andati rispettivamente alla squadra italiana e a quella ungherese.

## Record
Prima della competizione il record del mondo e il record olimpico erano i seguenti:
| Record mondiale | 2'35"951                              | Corea del Sud Kim A-lang Kin Dong-wook Kim Ji-yoo Kwak Yoon-gy | 24 ottobre 2021 Pechino, Cina         |
| Record olimpico | Evento olimpico di nuova introduzione | Evento olimpico di nuova introduzione                          | Evento olimpico di nuova introduzione |

Durante la competizione è stato stabilito il seguente record:
| Data       | Evento             | Nazione     | Atleti                                                             | Tempo    | Record          |
| ---------- | ------------------ | ----------- | ------------------------------------------------------------------ | -------- | --------------- |
| 5 febbraio | Quarto di finale 2 | Paesi Bassi | Suzanne Schulting Xandra Velzeboer Itzhak de Laat Jens van 't Wout | 2'36"437 | Record olimpico |

## Risultati

### Quarti di finale
Quarto 1
| Pos. | Nazione       | Atleti                                                              | Tempo    | Note |
| ---- | ------------- | ------------------------------------------------------------------- | -------- | ---- |
| 1    | Cina          | Qu Chunyu Fan Kexin Wu Dajing Ren Ziwei                             | 2'37"535 | Q    |
| 2    | Italia        | Arianna Fontana Arianna Valcepina Yuri Confortola Andrea Cassinelli | 2'38"308 | Q    |
| 3    | Corea del Sud | Choi Min-jeong Lee Yu-bin Hwang Dae-heon Park Jang-hyuk             | 2'48"308 |      |
| 4    | Polonia       | Nikola Mazur Kamila Stormowska Michał Niewiński Łukasz Kuczyński    | 2'50"513 |      |

Quarto 2
| Pos. | Nazione     | Atleti                                                                 | Tempo    | Note |
| ---- | ----------- | ---------------------------------------------------------------------- | -------- | ---- |
| 1    | Paesi Bassi | Suzanne Schulting Xandra Velzeboer Itzhak de Laat Jens van 't Wout     | 2'36"437 | Q,   |
| 2    | Canada      | Courtney Sarault Florence Brunelle Steven Dubois Pascal Dion           | 2'36"747 | Q    |
| 3    | Kazakistan  | Yana Khan Olga Tikhonova Denis Nikiša Abzal Azhgaliyev                 | 2'43"004 | q    |
| 4    | Francia     | Tifany Huot-Marchand Gwendoline Daudet Sébastien Lepape Quentin Fercoq | 2'51"221 |      |

Quarto 3
| Pos. | Nazione     | Atleti                                                                      | Tempo    | Note |
| ---- | ----------- | --------------------------------------------------------------------------- | -------- | ---- |
| 1    | Ungheria    | Petra Jászapáti Zsófia Kónya Shaolin Sándor Liu John-Henry Krueger          | 2'38"396 | Q    |
| 2    | ROC         | Sof'ja Prosvirnova Ekaterina Efremenkova Semën Elistratov Konstantin Ivliev | 2'38"445 | Q    |
| 3    | Stati Uniti | Kristen Santos Maame Biney Andrew Heo Ryan Pivirotto                        | 2'39"043 | q    |
| 4    | Giappone    | Yuki Kikuchi Sumire Kikuchi Kazuki Yoshinaga Kota Kikuchi                   | 2'39"112 |      |

### Semifinali
Semifinale 1
| Pos. | Nazione     | Atleti                                                            | Tempo    | Note |
| ---- | ----------- | ----------------------------------------------------------------- | -------- | ---- |
| 1    | Canada      | Courtney Sarault Kim Boutin Jordan Pierre-Gilles Pascal Dion      | 2'36"808 | QA   |
| 2    | Italia      | Arianna Fontana Martina Valcepina Pietro Sighel Andrea Cassinelli | 2'36"895 | QA   |
| 3    | Kazakistan  | Yana Khan Olga Tikhonova Denis Nikiša Abzal Azhgaliyev            | 2'42"575 | QB   |
| 4    | Paesi Bassi | Suzanne Schulting Selma Poutsma Sjinkie Knegt Jens van 't Wout    | 2'51"919 | QB   |

Semifinale 2
| Pos. | Nazione     | Atleti                                                               | Tempo    | Note |
| ---- | ----------- | -------------------------------------------------------------------- | -------- | ---- |
| 1    | Ungheria    | Petra Jászapáti Zsófia Kónya Shaoang Liu Shaolin Sándor Liu          | 2'38"052 | QA   |
| 2    | Cina        | Qu Chunyu Zhang Yuting Wu Dajing Ren Ziwei                           | 2'38"783 | QA   |
| -    | ROC         | Sof'ja Prosvirnova Elena Seregina Semën Elistratov Konstantin Ivliev | -        | DSQ  |
| -    | Stati Uniti | Kristen Santos Corinne Stoddard Andrew Heo Ryan Pivirotto            | -        | DSQ  |

### Finali
Finale A
| Pos.    | Nazione  | Atleti                                                            | Tempo    | Note |
| ------- | -------- | ----------------------------------------------------------------- | -------- | ---- |
| Oro     | Cina     | Qu Chunyu Fan Kexin Wu Dajing Ren Ziwei                           | 2'37"348 |      |
| Argento | Italia   | Arianna Fontana Martina Valcepina Pietro Sighel Andrea Cassinelli | 2'37"364 |      |
| Bronzo  | Ungheria | Petra Jászapáti Zsófia Kónya Shaoang Liu Shaolin Sándor Liu       | 2'40"900 |      |
| -       | Canada   | Florence Brunelle Kim Boutin Steven Dubois Jordan Pierre-Gilles   | -        | DSQ  |

Finale B
| Pos. | Nazione     | Atleti                                                         | Tempo    | Note |
| ---- | ----------- | -------------------------------------------------------------- | -------- | ---- |
| 4    | Paesi Bassi | Suzanne Schulting Selma Poutsma Sjinkie Knegt Jens van 't Wout | 2'36"966 |      |
| 5    | Kazakistan  | Yana Khan Olga Tikhonova Adil Galiakhmetov Denis Nikiša        | 2'44"148 |      |